# Полуночный человек (Marvel Comics)
Полуно́чный челове́к (англ. Midnight Man); настоящее имя — Анто́н Мо́гарт (англ. Anton Mogart) — вымышленный персонаж, появляющийся в американских комиксах, издаваемых компанией Marvel Comics.
Антон Могарт дебютировал в стриминговом сериале «Лунный рыцарь» (2022) на Disney+, действие которого происходит в медиафраншизе Кинематографическая вселенная Marvel, где его роль исполнил французский актёр Гаспар Ульель.

## История публикаций
Полуночный человек впервые появился в комиксе Moon Knight #3 (январь 1981 года) и был создан Дагом Манчем и Биллом Сенкевичем.
Впоследствии, персонаж также появляется в Moon Knight #9–10 (июль – август 1981 года).

## Биография
Антон Могарт (в образе Полуночного человека) — преступник в костюме, крадущий сокровища искусства и ценные оригинальные рукописи. В качестве своей фишки, он «всегда бьёт в полночь». Ранее, был врагом Лунного рыцаря.
Могарт считается погибшим после первой встречи с Лунным Рыцарем, когда его подстрелила Марлин и он упал с крыши, но через несколько выпусков он появляется вместе с Раулем Бушманом. Однако Бушман предает Полуночного Человека и оставляет его и Лунного Рыцаря тонуть в затопленной канализационной системе. Лунному Рыцарю с большим трудом удается спасти себя и Полуночного Человека.
Антон был отцом Джеффа Уайлда, позже известного как Миднайт, который какое-то время служил помощником Лунного рыцаря. Позже, после битвы с Тайной Империей, Джефф Уайлд был превращен учеными этой Империи в киборга. Он устроил серию убийств, чтобы привлечь внимание Лунного Рыцаря, и затем, последний победил Полуночного Человека в жестокой схватке. 

## Силы и способности
- Мастер боевых искусств: Антон мог выстоять в бою против Лунного рыцаря;
- Мастерский вор: Антон был опытным вором произведений искусства, убегавшим от властей по всему миру.

### Оружие
Ручной пистолет и восточный кинжал, последний из которых является частью его украденной коллекции произведений искусства.

## Вне комиксов
Впервые, Антон Могарт / Полуночный человек появляется в телесериале «Лунный рыцарь» (2022) на стриминговом сервисе Disney+, действия которого происходят в медиафраншизе «Кинематографическая вселенная Marvel». Роль Полуночного человека исполнил французский актёр Гаспар Ульель, однако, после окончания съёмок сериала, Гаспар трагически погиб в результате столкновения с лыжником на горнолыжном курорте до выхода сериала, и эпизод «Дружелюбный тип» посвящён его памяти.